# لولوبة حرجية
لولوبة حرجية (الاسم العلمي:Spiranthes sylvatica) هي نوع من النباتات يتبع جنس اللولوبة من الفصيلة السحلبية.